# 吉田龍一
吉田 龍一（よしだ りゅういち、1989年5月28日）は日本の俳優、アートディレクター／グラフィックデザイナー。
2020-2021年に全国で上映された映画【メカニカル・テレパシー】の主演を務める。
大阪府大阪市出身。

## 出演

### 映画
- UNCO／The 48 Hour Film（2012年）成瀬 役
- ストレイシープ（2013年）主演：立花成一 役
- しなやかな黄色の低音（2014年）主演：藤崎葉 役
- 超高速!参勤交代 リターンズ（2016年）
- やまない雨はない（2017年）大平 役
- Mobo Moga[1] 第9回沖縄国際映画祭招待作品（2017）ヒロ 役
- インフォ・メン 獣の笑み、ゲスの涙[2]（2018年）辻川京介 役
- Mine（2018）武智正彦 役
- メカニカル・テレパシー（可視化する心たち）全国順次上映[3] 第12回大阪アジアン映画祭（2017年）日本芸術センター第10回映像グランプリ（優秀賞受賞）PKDフィルムフェスティバル（USA.Santa ana／2019年）13th福井映画祭／主演：真崎トオル 役
- ayano（2020）高橋 役／吉岡康成 監督
- UNZARI（2021）フランス／Sora 役／Camelia Gadhgadhi 監督
- 彼岸のふたり（2022）／タカヒコ 役／北口ユースケ 監督

### TV_ドラマ
- 浅見光彦シリーズ47 日本テレビ（2012年）黒の男 役
- 科捜研の女 朝日放送（2013年）木村一樹 役
- さよならプロポーズ2（2020）AbemaTV / テレビ朝日

### 舞台
- ゴジラ（2013年 演出：森岡利行）ハヤタ 役
- へなちょこヴィーナス（2013年／演出：森岡利行）尾田杜夫 役

### MV
- I see what the city saw feat.／Ryu Matsuyama SOW

- あかり feat. 泉まくら／tio

### CM
- Google AR
- 株式会社オプテージ
- 株式会社島津製作所（SHIMADZU）／Web CM
- 南天のど飴
- ケイ・オプティコム

### PV
- ぼてぢゅうグループ70周年記念動画 千葉真一：青年期 役
- 日本イーライリリー（2012年・2013年）主演：鈴木光樹 役
- ヴィ企画グループ
- 香老舗 松栄堂
- ROUND1（2016・2018）
- フジ住宅
- 株式会社SUS
- 任天堂PV

### イベント
- 日本イーライリリー（2013年）主演：鈴木光樹 役